# آمال عبد الرحمن ربيع
آمال عبد الرحمن ربيع (1953-2015م) باحثة مصرية واستاذ اللغة العبرية بكلية دار العلوم في جامعة القاهرة فرع الفيوم كشفت الإسرائيليات في تفسير الطبري.

## السيرة
آمال محمد عبد الرحمن ربيع الجيزي ولدت في محافظة الجيزة بتاريخ 7 مارس 1953م، وتعلمت في مدارسها، حتى التحقت بكلية الآداب.التي تعرفت فيها على زميلها ثم زوجها فيما بعد، المفكر والباحث المتخصص في الدراسات العبرية الدكتور محمد جلاء إدريس الاستاذ في كلية الآداب جامعة طنطا، ففي عام 1975م، اكملا الدراسة في كلية الآداب معاً، وحصلا على شهادة البكالوريوس (الليسانس) بتفوق، وقد تزوجا في عام 1978م.. مارست بعدها العمل الوظيفي في ديوان محافظة الجيزة قسم العلاقات العامة ولمدة ستة أشهر فقط. ثم منحت اجازات بين مرافقة زوجها أو رعاية طفل. وعند مرافقة زوجها إلى عمله في المملكة العربية السعودية عملت مدرسة لغة عربية.وبعد اربع سنوات انجبت ابنها البكر عبد الرحمن الذي أصبح مهندساً، ثم بعد سنة انجبت ابنها الثاني عبد الله الذي نال درجة دكتوراه في الهندسة الجيوتقنية، وبعد سنوات انجبت ابنتها أمينة التي أصبحت مهندسة كذلك. وجراء ذلك لم تنتظم في عمل وظيفي طيلة ثمانية عشر سنة. ونتيجة تنقلها مع زوجها وزيارتها إلى المملكة العربية السعودية فقد زارت ايضاً إنجلترا، وفرنسا، وباكستان.

## مواصلة الدراسة
بعد ان رافقت زوجها إلى إنجلترا لغرض حصوله على شهادة الماجستير من جامعة ليدز وعلى نفقة الحكومة، هي الأخرى وبعد انتهاء زوجها قدمت لدراسة الماجستير وعلى نفقتها الخاصة فكان عنوان الرسالة التي ناقشتها: «كتابات يهودا بورلا عن المرأة الشرقية في أرض فلسطين» وحصلت من خلاله على شهادة الماجستير. وبعد ان حصل زوجها على الدكتوراه، هي الأخرى قدمت أطروحتها «الإسرائيليات في تفسير الطبري: دراسة في اللغة والمصادر العبرية» إلى جامعة القاهرة ونالت فيها شهادة الدكتوراه مع مرتبة الشرف الأولى. وتذكر الدكتورة آمال ربيع ان شخصاً تعتقد انه من إسرائيل اتصل بها ليلاً وعرض عليها أكثر من نصف مليون شيكل إسرائيلي، أي ما يعادل مليون جنيه مصري مقابل حق شراء دراستها هذه ولكنها رفضت. وفي عام 1995م، عينت مدرساً للغة العبرية في كلية دار العلوم بالفيوم. ومن اقوالها: تسللت الإسرائيليات إلى التفاسير عبر عدة قرون، ولازال بعض العلماء يستشهدون بها في برامج التلفزيون.

## المؤهلات
- ليسانس الآداب: قسم اللغات الشرقية - جامعة القاهرة (1975)
- درجة الماجستير: قسم اللغة العربية - جامعة ليدز ببريطانيا (1989).
- درجة الدكتوراه: كلية دار العلوم - جامعة القاهرة من قسم علم اللغة والدراسات السامية والشرقية بمرتبة الشرف الأولى (1995).

## الترقيات
- مدرس بقسم علم اللغة والدراسات السامية والشرقية (1995/9/24م).
- أستاذ مساعد بنفس القسم (2001/9/26م).
- أستاذ بنفس القسم (2010/12/26م).
- رئاسة القسم من (2010 - 2013م).

## وفاتها
توفيت الباحثة الدكتورة آمال ربيع بتاريخ 20 يناير 2015م.عن عمر ناهز 62 عاماً. بعد ان تركت لنا العديد من مؤلفاتها المهمة.

## مؤلفاتها
- الإسرائيليات في تفسير الطبري: دراسة في اللغة والمصادر العبرية (1995).[2]
- حقوق الإنسان في التراث الديني الغربي والإسلام (بالإشتراك) مع زوجها الدكتور محمد جلاء إدريس (2006).[3]
- دراسات لغوية مقارنة بين العربية والعبرية.[4]
- من الأدب العربي الحديث في دول الخليج واليمن.[5]
- المرأة بين الشريعة الإسلامية والنظم اليهودية.[6]

## مقالاتها
- مادة قدس في اللغات السامية.[7]
- التعبيرات الدالة على التجسيد في التوراة: دراسة في الشكل.[8]
- التعبيرات الاصطلاحية والسياقية في التوراة: دراسة في مجالاتها وأنماطها التركيبية.[9]
- أسماء الأعلام في العهد القديم بين التحليل اللغوي والتفسير الإسطوري.[10]
- الخصائص الاسلوبية لسفر مراثي إرميا (علاقات التشابه).[11]
- مصطلحات علوم اللغة في معجم دافيد ساجيف.[12]
- الإضافة في العربية والعبرية: دراسة مقارنة.[13]
- معجم الجامع egron لسعديا بن يوسف الفيومي.[14]
- من أفعال الحركة في العربية والعبرية (دخل) نموذجاً: دراسة مقارنة.[15]
- إشكاليات ترجمة أسماء السور القرآنية: دراسة مقارنة في الترجمات العبرية.[16]
- مادة (رأى) في العربية والعبرية، مبناها ومعناها.[17]